# Cytadela dynastii Hồ
Cytadela dynastii Hồ (wiet.: Thành nhà Hồ, nazywana także zamkiem Tây Đô albo zamkiem Tây Giai) – cytadela leżąca w północnej części Wietnamu, w prowincji Thanh Hóa. Została wzniesiona przez dynastię Hồ (1400-1407). Cytadela znajduje się w odległości ok. 120 km na południe od Hanoi.
Zamek Tây Đô ma kształt prostokąta i posiada cztery bramy (z każdej strony). Został on zbudowany z kamiennych bloków o wymiarach  2×1×0,7 m każdy. 
Poza bramami zamek jest kompletnie zniszczony.
Cytadela dynastii Hồ została wpisana w 2011 roku na Listę Światowego Dziedzictwa Przyrodniczego i Kulturalnego UNESCO.

## Galeria
- Południowe wejście
- Północna brama
- Wschodnia brama